# Кронид (Сакун)
Архимандрит Крони́д (в миру Кондра́т Сергее́вич Саку́н; 10 (22) марта 1883, село Драбов, Золотоношский уезд, Полтавская губерния — 17 апреля 1954, Киев) — архимандрит Русской православной церкви, наместник Киево-Печерской лавры (1947—1953).

## Биография
Родился 10 марта 1883 года в селе Драбове Золотоношского уезда Полтавской губернии (ныне Драбовский район Черкасской области), в крестьянской семье.
24 апреля 1909 года сделался послушником Киево-Печерской Лавры. Трудился на гостином дворе. В 1910 году посетил Святую Землю и Афон.
4 декабря 1914 года принял в Лавре постриг в рясофор.
С 4 апреля 1915 года до апреля 1918 года по мобилизации находился на военной службе, после чего возвратился в Лавру. Служил здесь чтельником в типографии, затем в экономическом ведомстве, а с 4 ноября 1921 года помогал миссионеру-проповеднику.
21 июня 1921 года был пострижен в монашество с именем Кронид.
10 сентября 1922 года митрополитом Михаилом (Ермаковым) был рукоположен во иеродиакона.
23 декабря 1923 года епископом Черкасским Филаретом (Линцевским) был рукоположен во иеромонаха. Нёс послушание в благочинническом ведомстве Лавры.
6 января 1925 года был арестован в составе большой группы лаврской братии по подозрению в сокрытии монастырских ценностей. Был заключён в ДОПР Киева, но 21 февраля того же года освобождён.
В 1925—1941 годах служил приходским священником, в частности в селе Воронькове. В 1934—1936 годах находился на сельхозработах.
В 1941 году, после оккупации Германией территории Украины, в числе первых монахов возвратился во вновь открытую Киево-Печерскую Лавру.
В 1942 году епископом Пантелеимоном (Рудыком) был возведён в достоинство игумена и назначен блюстителем Дальних пещер.
В 1945 году был поставлен во архимандрита митрополитом Киевским Иоанном (Соколовым).
С 20 февраля 1947 года — наместник Киево-Печерской Лавры.
Жил в корпусе № 50 на Дальних пещерах. В последние годы тяжело болел, но вся духовная жизнь монастыря проходила при его непосредственном участии, тогда как хозяйственными вопросами занимался отец Евмений (Хорольский). По воспоминаниям современников был сильным проповедником, постоянно напоминающим о том, что грех омрачает совесть.
1 августа 1953 года отошёл от дел наместника.
Скончался 17 апреля 1954 года и был погребен на Зверинецком кладбище Киева.

## Комментарии
1. ↑  Ныне — Драбовский район, Черкасская область, Украина.